# Kvannhovden fyr
Kvannhovden fyr (offizieller Name, häufig wird auch Kvanhovden fyr verwendet) ist ein Leuchtturm auf der Insel Hovden in der norwegischen Provinz Vestland, ungefähr 15 km nordwestlich der Stadt Florø.

## Lage
Der Leuchtturm steht auf einer Klippe auf der Halbinsel Kvannhovden, zirka 40 Meter über dem Meeresspiegel, und ist damit einer der am höchsten platzierten Leuchttürme Norwegens. Vom Hauptteil der Insel wird Kvannhovden durch die Store Skorekinna, einen 310 Meter hohen Berg, getrennt. Der eigentliche Leuchtturm besteht aus einem Anbau an das hölzerne Leuchtturmwärterhaus.
Gemeinsam mit dem weiter südlich gelegenen Ytterøyane fyr markiert er die südliche Mündung des Fjordes Frøysjøen in den Atlantik. Auf der Nordseite des Frøysjøen befindet sich die Insel Frøya mit dem Tettsted Kalvåg. Es gibt keine Straßenverbindung zum Leuchtturm, der nur zum Fuß oder mit dem Boot erreicht werden kann.

## Geschichte
Der Bau des Leuchtturms begann 1895 und am 5. November wurde das erste Leuchtfeuer entzündet. Zunächst handelte es sich nur um eine Petroleumlampe, die 1932 durch eine stärkere Lampe ersetzt wurde. Der Leuchtturm hatte bis 1968 einen festen Leuchtturmwärter, der hier mit seiner Familie lebte. Als Nebeneinkunft betrieb er auch Rinder- und Schafzucht auf den fruchtbaren Weiden der Halbinsel. 1949 wurde dem Leuchtturmwärter ein Assistent an die Seite gestellt. Dieser lebte in der Assistentenwohnung, von der heute nur noch die Fundamente zu sehen sind. Das Assistentenhaus wurde nach Florø verschifft und dort wieder aufgebaut.
Am 6. Januar 1918 strandete die schwedische Bark Olga auf den Klippen beim Leuchtturm. Dem Kapitän gelang es, das Schiff auf den Strand bei Kvannhovden zu lenken und die 18-köpfige Mannschaft in das Leuchtturmwärterhaus zu retten.
1980 wurde Kvannhovden fyr automatisiert und ist seitdem unbewohnt. Die Wohnung des Leuchtturmwärters mit bis zu 10 Schlafplätzen wird seitdem als Ferienwohnung vermietet.